# Glomerellales
Glomerellales es un orden de hongos ascomicetos de la clase Sordariomycetes. El orden incluye saprofitos, endófitos y patógenos de plantas, animales y otros hongos con representantes que se encuentran en todo el mundo en diversos hábitats.
Los miembros de Glomerellales presentan diagnósticamente ascomas periteciados con una pared peritecial de 2-3 capas y un ostiolum perifisado. Las paráfisis son cónicas y de paredes delgadas. Las ascas son unitunicadas, con 8 esporas e inamiloides, y el ápice está engrosado sin un mecanismo de descarga visible o tiene paredes delgadas con un anillo distintivo.
A diferencia de otros órdenes de la sublcase Hypocreomycetidae, los miembros de Glomerellales exhiben peritecios de pigmentación oscura. El orden fue reconocida por primera vez por Chadefaud (1960), aunque no se publicó válidamente en este momento. Desde entonces ha sido citado por Lanier et al. (1978) y publicado inválidamente por Locquin (1984). Sin embargo, Glomerellales aún no era válido hasta el estudio de M. Réblová et al. en 2011.

## Ecología
Las familias Reticulascaceae y Malaysiascaceae suelen estar involucradas en el ciclo de nutrientes como saprofitos de materia vegetal en descomposición. Australiascaceae ontiene muchos patógenos de plantas alimenticias además de especies saprofitas y Glomerellaceae con su único género Colletotrichum también presenta muchos patógenos de plantas importantes, algunos de los cuales tienen un impacto económico significativo.
Se pueden encontrar varios ejemplos de patógenos alimentarios bien conocidos en Colletotrichum con miembros como el complejo de especies Colletotrichum acutatum asociado con la podredumbre amarga de la manzana, Colletotrichum graminicola que causa enfermedades en los cultivos de maíz y Colletotrichum kahawae asociado con la enfermedad de la baya del café en Coffea arabica.
La familia Plectosphaerellaceae, rica en géneros, contiene una variedad de saprofitos y patógenos de plantas, así como varias especies de patógenos animales oportunistas. Algunas especies también se utilizan como agentes de control biológico, lo que convierte a las Plectosphaerellaceae en un grupo importante para el estudio en muchos niveles.

## Taxonomía
El orden contiene 5 familias y 31 géneros (desde 2020):
- Reticulascaceae (Réblová & W. Gams, 2011)[1]
  - Blastophorum (Matsush., 1971)
  - Cylindrotrichum (Bonord., 1851)
  - Kylindria (DiCosmo, S.M. Berch & W.B. Kendr., 1983)
  - Sporoschismopsis (Hol.-Jech. & Hennebert, 1972)
- Glomerellaceae (Locq. ex Seifert & W.G. Gams, 2011)[1]
  - Colletotrichum (Corda, 1831)
- Australiascaceae (Réblová & W. Gams, 2011)[1]
  - Monilochaetes (Halst. J., 1916)
- Plectosphaerellaceae (W. Gams, Summerbell & Zare, 2007)[7]
  - Acremoniisimulans (Tibpromma & K.D. Hyde, 2018)
  - Acrostalagmus (Corda, 1838)
  - Brunneochlamydosporium (Giraldo López & Crous, 2018)
  - Brunneomyces (Giraldo, Gene & Guarro, 2017)
  - Chlamydosporiella (Giraldo López & Crous, 2019)
  - Chordomyces (Bilanenko, Georgieva & Grum-Grzhim., 2015)
  - Furcasterigmium (Giraldo López & Crous, 2019)
  - Fuscohypha (Giraldo López & Crous, 2019)
  - Gibellulopsis (Bat. & H. Maia, 1959)
  - Lectera (P.F. Cannon, 2012)
  - Longitudinalis (Tibpromma & K.D. Hyde, 2017)
  - Musicillium (Zare & W. Gams, 2007)
  - Musidium (Giraldo López & Crous, 2019)
  - Nigrocephalum (Giraldo López & Crous, 2019)
  - Paragibellulopsis (Giraldo López & Crous, 2019)
  - Paramusicillium (Giraldo López & Crous, 2019)
  - Phialoparvum (Giraldo López & Crous, 2019)
  - Plectosphaerella (Kleb., 1929)
  - Sayamraella (Giraldo López & Crous, 2019)
  - Sodiomycetes (A.A. Grum-Grzhim., 2019)
  - Stachylidium (Link, 1809)
  - Summerbellia (Giraldo López & Crous, 2019)
  - Theobromium (Giraldo López & Crous, 2019)
  - Verticillium (Nees, 1816)
- Malaysiascaceae (Tibpromma & K.D. Hyde, 2018)[8]
  - Malaysiasca (Crous & M.J. Wingf., 2016)

Glomerellales también incluye actualmente algunos géneros Incertae sedis, incluyendo Ascodinea (Samuels, Cand & Magni, 1997) y el más reciente Wenhuisporus (CH Kuo & Goh, 2022). Réblova et al. describió Glomerellales en 2011 e introdujo simultáneamente las tres familias Reticulascaceae, Australiascaceae y Glomerellascaceae. En 2015 y 2016, el grupo Plectosphaerellales de Incertae sedis Sordariomycetes descrito anteriormente se colocó en Glomerellales en función de análisis filogenéticos de datos moleculares. Tibpromma y KD Hyde describieron más tarde una nueva familia Malaysiascaceae (2018) para acomodar el género Incertae sedis Malaysiasca descrito anteriormente (Crous & MJ Wingf., 2016).
Después de un camino complicado hacia la descripción legitimada, Glomerellales se ha establecido como un grupo monofilético a través de los análisis filogenéticos. Sin embargo, parece haber alguna discrepancia entre la literatura y algunas de las bases de datos de especies comunes cuando se trata de uno de sus miembros, la familia Australiascaceae. Si bien las publicaciones se refieren a este grupo y sus miembros como una familia dentro Glomerellales según los análisis filogenéticos que utilizan datos moleculares, a partir de marzo de 2022 varias bases de datos importantes coloque Australiascaceae en Chaetosphaeriales (GBIF, EOL, COL, MycoBank, consulte las referencias o los identificadores de taxón a continuación) con referencia a la descripción original de Glomerellales en Réblová et al. (2011) (que introduce Australiascaceae y la ubica en Glomerellales). No parece haber discusión sobre esta discrepancia o su causa hasta el momento.